# Гремяча (Забайкальский край)
Гремяча — село в Красночикойском районе Забайкальского края России. Входит в состав сельского поселения «Байхорское».

## География
Село находится в северо-западной части района, на правом берегу реки Чикой, вблизи места впадения в неё реки Правая Гремячка, на расстоянии примерно 6 километров (по прямой) к юго-западу от села Красный Чикой. Абсолютная высота — 752 метра над уровнем моря.
Климат
Климат характеризуется как резко континентальный. Средняя температура самого тёплого месяца (июля) составляет 14 — 16 °С (абсолютный максимум — 36 °С). Средняя температура самого холодного месяца (января) — −22 — −26 °С (абсолютный минимум — −53 °С). Годовое количество осадков — 350—500 мм.
Часовой пояс
Село Гремяча находится в часовой зоне МСК+6. Смещение применяемого времени относительно UTC составляет +9:00.

## История
Основано в конце XIX — начале XX в.

## Население
| 2002 | 2010 | 2021 |
| ---- | ---- | ---- |
| 37   | ↘25  | ↘10  |

Половой состав
По данным Всероссийской переписи населения 2010 года в гендерной структуре населения мужчины составляли 60 %, женщины — соответственно 40 %.
Национальный состав
Согласно результатам переписи 2002 года, в национальной структуре населения русские составляли 100 % из 37 чел.

## Улицы
Уличная сеть села состоит из одной улицы (ул. Лесная).